# BLU-82

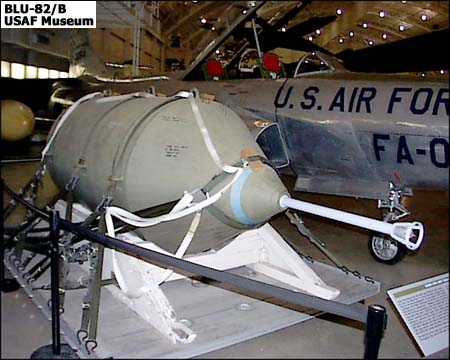
国立アメリカ空軍博物館に展示される重量15,000ポンド（6803.8kg）のBLU-82/B。

BLU-82B/C-130は、重量15,000ポンド（6803.8kg）で従来的な内部構造を持つアメリカの航空爆弾である。この兵器は「コマンド・ボルト」計画や、アフガニスタンでの戦闘、およびベトナム戦争中に「デイジーカッター」の通称が付いたことが知られている。これはこの兵器が、森林を吹き飛ばしてヘリコプターの着陸地点に変える能力を持つためだった。投下はC-130またはMC-130輸送機から行われた。この爆弾は255個が製造された。BLU-82は2008年に退役し、より強力なMOABに代替された。

## 概観
BLU-82B/C-130の元来の設計はベトナムの密林を即席に伐掃することであり、試験投下はCH-54、通称「フライングクレーン」ヘリコプターから行われた。後にこの兵器は、非常に巨大な爆風半径（1500mから1700mと様々に報告される）、そして離れた距離から判る閃光と音響といった理由から、対人兵器や威嚇兵器としてアフガニスタンで使われた。本爆弾は今までに用いられた中で最大級の通常型爆弾の一つであり、これに優る兵器は幾種かの地震爆弾、燃料気化爆弾、また地中貫通爆弾が存在するのみである。これらのうちの幾つかには第二次世界大戦後期に出現したグランドスラムやT12地中貫通爆弾があり、現代のものとしてはロシア空軍の全ての爆弾の父、またアメリカ空軍のMOABや大型貫通爆弾が存在する。
「BLU」の名称は「Bomb Live Unit」を意味し、練習に用いられる「BDU」、すなわち「Bomb Dummy Units」と対比している。

## 性能
BLU-82は炸薬として硝酸アンモニウムおよびアルミニウムを用いる。弾頭は5,700kgの安価なGSXスラリー爆薬（硝酸アンモニウム、アルミニウム粉末、およびポリスチレン）を内蔵する。
「デイジーカッター」はしばしば、燃料気化爆弾であると不正確に報道される。燃料気化爆弾は可燃性を持つ液体と散布装置から構成され、またこれらの酸化剤として空気から酸素を得る。一般に燃料気化爆弾は225kgから900kgで作動する。デイジーカッターのような寸法の燃料気化爆弾を製造するのは困難で、理由は薬剤が非常に広範囲に散布された際、可燃性の薬剤と外気とを正しく均一に混合し、維持するのが難しいことによる。特に強い風や熱の勾配があるとき、従来の爆発物はこの点でずっと信頼性がある。但し後年ロシアは7.1t級サーモバリック爆弾FOAB（全ての爆弾の父）を開発している。
BLU-82は爆心地付近で7MPaの非常に高い圧力を生み出し、距離が遠くなるにつれて次第に減少する。この爆弾は965mm長の延長信管により地表で起爆する。この結果、クレーターを掘ることなく、地表付近で最大の破壊効果が得られる。

## 誘導
この兵器は、地上の固定レーダーもしくは機上航法装置を用いた航空機の正確な飛行に依存している。地上レーダーの操作員、もしくは利用可能であれば航空機の航法手は、最終的な秒読みと投下の直前に、航空機を正しい飛行位置につける役割を果たす。搭乗員が主に考慮することは、航法手によって提供される正確な弾道計算および風力・風向計算があり、また操縦指示を厳守した精密計器飛行である。極めて強力な爆風効果のため、この兵器を投下する最低限の安全高度は地上レベルから1,800mとされる。

## 運用
BLU-82の元来の設計は、ベトナムでヘリコプターの着陸地帯や砲兵の展開陣地を伐掃するためのものだった。南ベトナム軍のVNAF所属航空機は、ベトナム戦争の最後の数日間、スアンロクの戦いでベトナム共和国陸軍の兵員を支援するため、ベトナム人民軍の展開した区域へと自棄的にBLU-82爆弾を投下した。
マヤグエース号事件の最中、MC-130は、コー・タン島から撤退しようとするアメリカ海兵隊の支援としてBLU-82を一発投下した。
1991年の湾岸戦争では、5回の夜間作戦中に11発のBLU-82Bが輸送され、投下された。これら全ては特殊作戦用のMC-130コンバットタロンから実施された。最初の投下では、爆弾が地雷原を除去もしくは啓開する能力があるかを試したが、しかしながら地雷除去の効果について信頼のおける評価は一般公開されていない。この後、本爆弾は対人殺傷効力と同様に心理的効果によって投下が行われた。
アメリカ空軍はアフガニスタンのターリバーンとアルカーイダの基地を掃討中、数発のBLU-82を投下した。これは攻撃および兵員の士気をくじくためで、また地下施設・壕などの構築物を破壊するためでもあった。アメリカ軍は2001年11月に本爆弾を使い始め、一カ月後、アフガニスタン東部で行われたトラボラ戦の最中に再び爆弾を使用した。フロリダ州のデューク飛行場には第919特殊作戦航空団が駐屯しており、この航空団に所属する第711特殊作戦中隊の隊員達は、2008年7月15日、実用可能な最後のBLU-82爆弾をユタ試験・訓練場へ投下した。